# Time flies (乃木坂46專輯)
《Time flies》是日本女子偶像團體乃木坂46的第一張精選輯、以及創團十週年的紀念專輯，於2021年12月15日由N46Div.發行。主打歌為將於年底畢業的生田繪梨花擔任Center的《最後的Tight Hug》。

## 概要
本作與上一張專輯《直到此刻化成回憶》發行時間相隔約2年。
本作的發行訊息於2021年10月10日於乃木坂46官方YouTube頻道「乃木坂配信中」的直播中宣布。
Disc 1和Disc 2收錄了2012年2月22日發行的出道單曲《窗簾圍繞》至2021年9月22日發行的第28張單曲《被你罵了》的CD單曲主打曲和本作主打曲《最後的Tight Hug》。Disc 3收錄了第1張專輯《透明色 》到第4張專輯《直到此刻化成回憶》的主打曲，還有未實體發行的《世界中的鄰居啊》、《Route 246》、《緩綻之花》等歌曲，另外也收錄生田繪梨花的獨唱曲《歳月之轍》和新內真衣的第一首獨唱曲《來自你的畢業》以及Under曲《Hard to say》等新曲。
本作發行完全生產限定盤（CD+BD）、初回生產限定盤（CD+BD）、及通常盤（CD）共3種和Sony Music Shop限定10周年記念的成員特製個人封面共37種。
2021年11月5日，主打曲《最後的Tight Hug》以數位形式發行。

## MV
最後的Tight Hug
導演：池田一真
2021年10月上旬，在長野縣內進行為期兩天的拍攝，描述在某個村莊的祭典之日，村民們用舞蹈代替語言傳達給即將踏上旅途的人（生田）心情及訊息的模樣。11月16日，MV於乃木坂46官方YouTube頻道公開。
歲月之轍
導演：東市篤憲
2021年10月下旬於東京國際郵輪碼頭，在客船的玄關以「出發」為主題拍攝。12月31日，MV於乃木坂46官方YouTube頻道公開。
來自你的畢業
導演：伊藤眾人
2021年10月下旬，在日本放送的協助下，於錄音室進行了拍攝。新內本人扮演廣播主持人及聽眾的角色，所有的談話部分都是新內自己寫的，作為聽眾時共穿了14種不同的服裝。2022年1月22日，MV於乃木坂46官方YouTube頻道公開。
Hard to say
導演：岡川太郎
從10月中旬到10月下旬在各個地方拍攝。參與這首歌的不僅是現在的Under成員，到目前為止所有參加過Under成員都參加了，到過去有自己回憶的地方為主題拍攝，拍攝地總共有14個，還有一些比較新近的地方比如「機關槍雨」MV拍攝地、齋藤飛鳥在2014年參加Under Live的澀谷O-EAST等，看了許多新舊回憶的地方。作為MV導演由在乃木坂46曾製作「從其他星星而來」、「羽毛的記憶」、「 第三陣風」等MV的岡川太郎擔任。

## 收錄内容

### CD
| DISC 1 | DISC 1                                 | DISC 1                            | DISC 1               |
| 曲序   | 曲目                                   | 作曲                              | 编曲                 |
| ------ | -------------------------------------- | --------------------------------- | -------------------- |
| 1.     | OVERTURE（乃木坂46演唱會採用之序曲。） | 京田誠一                          | 京田誠一             |
| 2.     | 窗簾圍繞（）                           | 黑須克彥                          | 湯淺篤               |
| 3.     | 來吧香波（）                           | 小田切大                          | TATOO                |
| 4.     | 衝吧！Bicycle（）                      | Shusui、伊藤涼、木村篤史、her0ism | 湯浅篤               |
| 5.     | 制服模特兒（）                         | 杉山勝彥                          | 百石元               |
| 6.     | 你就是希望（）                         | 杉山勝彥                          | 杉山勝彥、有木龍郎   |
| 7.     | Girls' Rule（）                        | 後藤康二                          | 後藤康二             |
| 8.     | 髮夾（）                               | 佐藤義弘（）                      | 若田部誠             |
| 9.     | 察覺已是單相思（）                     | Akira Sunset                      | 湯浅篤               |
| 10.    | 夏之Free&Easy（）                      | 井上智德                          | 橋本幸太             |
| 11.    | 第幾次的藍天？（）                     | 川浦正大                          | 百石元               |
| 12.    | 生命如此美好（）                       | Hiroki Sagawa                     | Hiroki Sagawa        |
| 13.    | 太陽敲敲門（）                         | 黑須克彥                          | 長田直之             |
| 14.    | 此刻，想說話的對象（）                 | Akira Sunset、APAZZI              | Akira Sunset、APAZZI |
| 15.    | 當春紫苑盛開時（）                     | Akira Sunset、APAZZI              | Akira Sunset、APAZZI |

| DISC 2 | DISC 2                    | DISC 2                 | DISC 2                 |
| 曲序   | 曲目                      | 作曲                   | 编曲                   |
| ------ | ------------------------- | ---------------------- | ---------------------- |
| 1.     | 赤腳Summer（）            | 福森秀敏               | APAZZI                 |
| 2.     | 再見的意義（）            | 杉山勝彥               | 若田部誠               |
| 3.     | 大影響家（）              | 炭田慎也               | APAZZI                 |
| 4.     | 蜃景（）                  | 谷村庸平               | 谷村庸平               |
| 5.     | 及時行事（）              | Akira Sunset、京田誠一 | Akira Sunset、京田誠一 |
| 6.     | 同步巧合（）              | 白石紗澄李             | 白石紗澄李             |
| 7.     | 以自我為中心！（）        | Nazca                  | 野中「雅」雄一         |
| 8.     | 想繞遠路回家（（））      | 渡邉俊彥               | 渡邉俊彥、早川博隆     |
| 9.     | Sing Out!                 | Ryota Saito、TETTA     | 野中「雅」雄一         |
| 10.    | 黎明來臨前無須逞強（）    | 山田裕介               | APAZZI                 |
| 11.    | 幸福的保護色（）          | MASANORI URA           | 武藤星兒               |
| 12.    | 我會喜歡上自己的（）      | 杉山勝彥               | 杉山勝彥、石原剛志     |
| 13.    | 對不起Fingers crossed（） | 杉山勝彥、APAZZI       | APAZZI                 |
| 14.    | 被你罵了（）              | youth case             | 石塚知生               |
| 15.    | 最後的Tight Hug（）       | 杉山勝彥               | 杉山勝彦、谷地学       |

| DISC 3 （僅收錄於完全生產限定盤/初回生產限定盤） | DISC 3 （僅收錄於完全生產限定盤/初回生產限定盤） | DISC 3 （僅收錄於完全生產限定盤/初回生產限定盤） | DISC 3 （僅收錄於完全生產限定盤/初回生產限定盤） |
| 曲序                                             | 曲目                                             | 作曲                                             | 编曲                                             |
| ------------------------------------------------ | ------------------------------------------------ | ------------------------------------------------ | ------------------------------------------------ |
| 1.                                               | 我所在的地方（）                                 | 杉山勝彦                                         | 杉山勝彦、有木龍郎                               |
| 2.                                               | 契機（）                                         | 杉山勝彦                                         | 杉山勝彦、有木龍郎                               |
| 3.                                               | 跳傘（）                                         | 菅井達司                                         | 菅井達司                                         |
| 4.                                               | 毫無特色的戀愛（）                               | 杉山勝彥                                         | 野中「雅」雄一                                   |
| 5.                                               | 世界中的鄰居啊（）                               | taka                                             | taka                                             |
| 6.                                               | Route 246                                        | 小室哲哉                                         | 小室哲哉、Music Design                           |
| 7.                                               | 緩綻之花（）                                     | 石川陽泉                                         |                                                  |
| 8.                                               | 歲月之轍（）                                     |                                                  |                                                  |
| 9.                                               | 來自你的畢業（）                                 |                                                  |                                                  |
| 10.                                              | Hard to say                                      |                                                  |                                                  |

### Blu-ray
| 完全生産限定盤 | 完全生産限定盤                                                    |
| 曲序           | 曲目                                                              |
| -------------- | ----------------------------------------------------------------- |
| 1.             | "10th Anniversary"Documentary Movie「10年間的歷史（10年の歩み）」 |

| 初回生產限定盤 | 初回生產限定盤                   |
| 曲序           | 曲目                             |
| -------------- | -------------------------------- |
| 1.             | 最後的Tight Hug（Music Video）   |
| 2.             | 歲月之轍（Music Video）          |
| 3.             | 來自你的畢業（Music Video）      |
| 4.             | Hard to say（Music Video）       |
| 5.             | Shika-chan 和 Mocchan 的影片（） |

## 選拔成員

### 最後的Tight Hug
（中心成員：生田繪梨花）
- 1期生：秋元真夏、生田繪梨花、齋藤飛鳥、樋口日奈、星野南
- 2期生：北野日奈子、新內真衣、鈴木絢音
- 3期生：岩本蓮加、梅澤美波、久保史緒里、山下美月、與田祐希
- 4期生：遠藤櫻、賀喜遙香、掛橋沙耶香、清宮玲、田村真佑、筒井彩萌、早川聖來

生田繪梨花最後一次擔任中心成員的歌曲。除了已於本作發售前畢業的高山一實之外，演唱成員與第28張單曲《被你罵了》標題曲成員相同。

### 緩綻之花
- 伊藤純奈、北野日奈子、佐佐木琴子、新內真衣、鈴木絢音、寺田蘭世、堀未央奈、山崎怜奈、渡邊米麗愛

2020年3月7日於「乃木坂46 幻之2期生演唱會 @ SHOWROOM」初次公開，音樂錄影帶收錄於音樂影片合輯《ALL MV COLLECTION2～當時的少女們～》。此曲是首度收錄於CD專輯當中。發售前畢業的佐佐木琴子、堀未央奈、伊藤純奈、渡邊米麗愛、寺田蘭世亦有參與錄製。

### 歲月之轍
- 生田繪梨花

生田繪梨花的獨唱曲。

### 來自你的畢業
- 新內真衣

新內真衣的獨唱曲。

### Hard to say
- 1期生：齋藤飛鳥、樋口日奈、星野南、和田真彩
- 2期生：北野日奈子、新內真衣、鈴木絢音、山崎怜奈
- 3期生：伊藤理理杏、岩本蓮加、梅澤美波、久保史緒里、阪口珠美、佐藤楓、中村麗乃、向井葉月、吉田綾乃克莉絲蒂
- 4期生：金川紗耶、北川悠理、黑見明香、佐藤璃果、柴田柚菜、林瑠奈、松尾美佑、矢久保美緒、弓木奈於

由第28張單曲Under成員（於本作發售前畢業的寺田蘭世之外）以及過去曾有參加Under歌曲經驗的9名成員所共同參與的歌曲。

## 外部連結
- 乃木坂46 結成10周年記念專輯 （页面存档备份，存于） - 乃木坂46官方網站（日語）
- 乃木坂46官方網站（日語）
  - 完全生產限定盤 （页面存档备份，存于）
  - 初回生產限定盤 （页面存档备份，存于）
  - 通常盤 （页面存档备份，存于）
- 索尼唱片官方網站（日語）
  - 完全生產限定盤 （页面存档备份，存于）
  - 初回生產限定盤 （页面存档备份，存于）
  - 通常盤 （页面存档备份，存于）
- 音樂錄影帶（日語）
  - YouTube上的乃木坂46「最後的Tight Hug」（2021年11月16日）
  - YouTube上的乃木坂46「歳月之轍」（2021年12月31日）
  - YouTube上的乃木坂46「來自你的畢業」（2022年1月22日）
  - YouTube上的乃木坂46「Hard to say」預告篇（2021年12月9日）
- 特典影片預告片
  - YouTube上的10th Anniversary Documentary Movie「10年間的歷史」預告篇